# Rhectosemia azapaensis
Rhectosemia azapaensis is een vlinder uit de familie van de grasmotten (Crambidae), uit de onderfamilie van de Spilomelinae. De wetenschappelijke naam van deze soort is voor het eerst gepubliceerd in 2021 door Héctor Andrés Vargas.
De soort komt voor in Chili.